# Alcyonidium scolecoideum
Alcyonidium scolecoideum är en mossdjursart som beskrevs av Porter och Hayward 2004. Alcyonidium scolecoideum ingår i släktet Alcyonidium och familjen Alcyonidiidae. Inga underarter finns listade i Catalogue of Life.